# زمن النزف
زمن النزف (بالإنجليزية: bleeding time)‏ هو الوقت اللازم لوقف النزيف بعد احداث قطع صغير بواسطة مشرط يجرى هذا الفحص لمعرفة كفائة الصفائح الدمويه plt من ناحية الكم والوظيفة. يحسب زمن النزف لتحديد الوقت اللازم لتوقف النزف من الشعيرات الدموية تحت الجلد بعد وخزة قياسية. وهذا الاختبار يبين قدرة الصفائح الدموية عل الالتصاق بالجدار المبطن للوعاء الدموي وتكوين تجمعات تساعد علي إيقاف النزف.

## المؤشرات
يعتمد هذا الزمن على:الصفيحات الدموية بشكل رئيسي عملية انقباض الاوعيه الدمويه الشعرية، قدرة السائل النسيجي على الإسراع في عملية التخثر.
زيادة زمن النزيف في الامراض التاليه: الاسقربوط، النزيف بنقص الصفائح الدمويه، فقر الدم اللامصنع، ورم النقي المتعدد، داء وحيدات النواة، الحساسية، داء ويلبراند willebrand يستعمل هذا الفحص لتشخيص ومتابعة علاج امراض النزيف وكذلك كاجراء روتيني قبل العمليات الجراحيه، نقص عدد الصفائح أو أي مشكله في الصفائح تؤدي لزيادة زمن النزيف.

## طريقة أيفي vv,s Method
يربط ذراع المريض بجهاز الضغط ويرفع الضغط ويرفع الضغط إلى 40 مم زئبق ويحافظ عليه طول مدة الاختبار، ينظف بطن الجزء الأسفل من الذراع بكحول ايثيلي 70 %، يختار موقع الوخزة بعنايه بحيث يكون بعيد عن أي كدمه أو تورم ويعقم بالكحول ثم يجفف بقطنه جافه، توخز تلك المنطقة بواسطة واخزة معقمة وحيدة الاستعمال 3 وخزات قياسية بعمق 2.5 مم علي مسافة 3 سم من بعضها ويبدأ تشغيل ساعة الإيقاف، 4. تمسح المنطقة بواسطة ورقة ترشيح برفق كل 30 ثانية بدون لمس الجلد، تنتهي العملية بانقطاع الدم عندها توقف ساعة الإيقاف وينزع الحزام الضاغط وتضع قطنه على مكان الجرح مع بلاستر، حسب متوسط زمن النزف وتسجل النتيجة وينظف المكان.

### القيم الطبيعيه
ساعد اليد:2 - 9 دقيقه
ومن الممكن القول انها اقل من 11 دقيقه

## طريقة ديوك dukes
تؤخذ عينة الدم من شحمة الأذن أو من الإصبع. نعقم المنطقة المراد أخذ العينة منها بعد أن تعقم المنطقة يمسح المكان بقطنة جافه لأن الكحول له تأثير سلبي على الفحص، يعمل جرح قياسي وهو بعمق 2.5 مم باستخدام lancet وتشغل ساعة الإيقاف فورا بعد رؤية الدم، ينتظر 30 ثانيه: وبعدها نستخدم ورقة الترشيح لأخذ أول قطرة دم. مع مراعات عدم لمس الجلد وكذلك عدم الضغط على الجلد.لأن ذلك يؤدي لزيادة زمن النزف
بعد 30 ثانيه أخرى: نضع ورقة على قطرة الدم الثانية، تكرر العملية كل 30 ثانيه: تنتهي العملية عند انقطاع الدم وحده، عندها نقوم بإيقاف ساعة الإيقاف stop watch
نضع بلاستر للمريض ونسجل النتيجة وننظف المكان

### القيم الطبيعيه
شحمة الأذن وإصبع اليد: 2 - 5 دقيقة

## أسباب زيادة زمن النزف
1. نقص عدد الصفائح الدموية.
2. اختلال وظائف الصفائح المتوارث أو المكتسب نتيجة تناول بعض العقاقير
فصائل الدم ومعامل الريسيس Blood Grouping & RH
يعتمد الاختبار علي وجود Antigen علي جدار كريات الدم الحمراء اهمها هو نظام ABO
فصائل الدم الرئيسية هي A,B,AB&O